# 瑪麗亞·安娜 (布拉干薩)
玛丽·安娜，卢森堡大公夫人（Marie Anne, Grand Duchess of Luxembourg，1861年7月13日—1942年7月31日），全名玛丽亚·安娜·德·布拉干萨（Maria Ana de Braganca of Portugal），卢森堡大公威廉四世的夫人。葡萄牙布拉干萨王室的公主。威廉四世即位不久即患重病，1908年由玛丽·安娜摄政。

## 生平
她是葡萄牙被废黜国王米格尔一世和阿黛拉伊德王妃五个女儿中的第二个，她的父亲曾流亡奥地利。出身相对窘迫的家庭，瑪麗·安娜却有特别的好婚姻。她曾被奧地利皇帝弗朗茨·約瑟夫一世定為自己兒媳的人選之一，但是皇帝的獨子、王儲魯道夫皇太子不喜歡她，因此沒有成婚。儘管如此，幾年後，瑪麗·安娜於1893年6月21日在菲施霍恩和卢森堡大公储纪尧姆结为夫妇。
結婚後，瑪麗·安娜成為大公儲夫人。她信仰天主教，和丈夫的新教信仰有異，但是她最後仍被允許以天主教信仰教養孩子，因為天主教是盧森堡主流的信仰教派。
夫妇育有六个女儿，大女儿玛丽·阿黛拉伊德 (1894年-1924年)于1907年7月10日成为储君，繼承大公之位，後於第一次世界大戰結束不久退位。因此二女儿夏洛特 (1896年-1985年)于1919年继承她的姐姐任卢森堡女大公。
纪尧姆四世其他的女儿是：
- 希尔达公主(Princess Hilda，1897年 - 1979年)，嫁于施瓦岑贝格侯爵阿道夫(Adolf)。無子女。
- 安东妮特公主(Princess Antoinette，1899年 - 1954年)，嫁于巴伐利亚王储鲁普雷希特。
- 伊丽莎白公主(Princess Elizabeth，1901年 - 1950年)，嫁于图恩和塔克西斯王子路德维格·菲利普(Ludwig Philipp)。
- 索菲娅公主(Princess Sophia，1902年 - 1941年)，嫁于萨克森王子恩斯特，国王腓特烈·奥古斯特三世之子。

1942年7月31日玛丽·安娜大公夫人因为第二次世界大战在流亡中卒于纽约，享壽八十一歲。